# Markéta Othová
Markéta Othová (* 18. března 1968, Brno) je česká fotografka a grafička.

## Život
Jejími rodiči jsou medailérka Milada Othová a sklářský výtvarník Antonín Oth. V letech 1987–1989 studovala na Vysoké škole uměleckoprůmyslové v Praze v Ateliéru filmové a televizní grafiky. V letech 1989–1993 pokračovala v Ateliéru ilustrace a grafiky. Třikrát byla nominována na Cenu Jindřicha Chalupeckého. V roce 2002 se stala její laureátkou. V roce 2020 získala Cenu Michala Ranného, která je etablovaným umělcům a umělkyním udělována Moravskou galerií v Brně. Zastupuje ji Nicolas Krupp Gallery v Basileji. V minulosti ji zastupovala rovněž pražská Galerie Jiří Švestka. Žije v Praze. Jejím životním partnerem je fotograf Martin Polák.

## Fotografická tvorba
V minulosti upřednostňovala velkoformátovou černobílou fotografií. Její zprvu intuitivní tvorbu ovlivnil archivní obrat devadesátých let. Snímky vybírala z materiálu pořízeného zejména během cest do zahraničí. Zaujal ji emocionální potenciál záměrně podexponovaných a technicky nedokonalých snímků. Příznačným se pro ni stalo uspořádávání snímků do kratších sekvenčních sérií. Význam fotografického (a ještě více výstavního) souboru byl utvářen syntaxí jednotlivých složek.
Prvotní fázi Othové umělecké práce vystřídala tvorba v podmínkách fotografického studia. Intimní rozměr jejího fotografování přestal určovat plachý odstup a fotografování situace ze vzdálených pozic a důležitou se stala volba fotografovaných předmětů snímaných podle principů zdánlivě neemocionální a neosobní fotografické dokumentace. Fotografovala takto například sklářské práce nedlouho předtím zesnulého Antonína Otha (2015). Pro samostatnou výstavu v brněnské Fait Gallery v roce 2018 pro změnu naskenovala kolekci vlastních zavřených diářů. Jestliže tvorba Markéty Othové vždy odkazovala ke sféře osobního a intimního prožívání, je možné v jejím vývoji pozorovat postupnou konceptualizaci těchto východisek. Vedle konceptuální fotografie je inspirována také modernistickou (a zejména avantgardní) fotografií, k níž odkazuje nejen z formálního hlediska, ale rovněž častým vyhledáváním námětů v architektuře a designu první poloviny dvacátého století.
Fotografie nikdy nerámuje a v druhé polovině desátých let je záměrně nechávala tisknout na méně kvalitní podklady. Tisky tak dostávají odlišné výtvarné kvality a zároveň jsou součástí Othové dlouhodobé polemiky s jejím řazením mezi fotografy. V některých případech nadále konfiguruje výstavní soubory z bezprostředně zaznamenaných záběrů všednodenního charakteru. Oproti prvotní etapě její tvorby se však jedná o barevné fotografie zvětšované v různých formátech.

## Knižní úpravy a grafická řešení výstav
Navzdory vystudovanému oboru se ilustrací zabývala minimálně. Její doménou se však stala grafická řešení výstav a knih o umění, fotografii a architektuře. Toto druhé profesní zaměření učinila i tématem samostatné výstavy v pražské Fotograf Gallery, kde vystavila pouze fotografie obálek kniha katalogů v její grafické úpravě.

## Významné samostatné výstavy
- 1990 Výstava v soukromém baru, Brno
- 1993 Dokola. Galerie Radost, Praha (spolu s Veronikou Bromovou)
- 1994 Jiné zbraně. The British Council – Window Gallery, Praha
- 1996 Staré zdroje. Galerie hlavního města Prahy, Praha
- 1997 Un monde parfait. Galerie Alain Gutharc, Paříž
- Oheň do kapes! Dům umění města Brna
- 1998 Team spirit. Galerie Václava Špály, Praha (s Pierrem Daguinem)
- 1998 Její život. Národní galerie, Malá dvorana Veletržního paláce, Praha
- 1998 Dokonalý svět, Institut současného umění, Dunaújváros, Maďarsko
- 1999 Síla osudu, Moravská galerie v Brně
- 2000 Claudio Moser, Markéta Othová. Kunsthalle Basel, Švýcarsko (s Claudiem Moserem)
- 2001 Utopia. Galerie Nicolas Krupp, Basilej, Švýcarsko
- 2002 Jiné hlasy. Dům umění, České Budějovice
- 2003 Best of. Galerie Jiří Švestka, Praha
- 2003 Comeback. Městská galerie v Bratislavě, Slovensko
- 2004 I´Île de la tentation. Nicolas Krupp Gallery, Basilej, Švýcarsko
- 2004 A Good Idea, NoD Gallery, Praha (s Ivanem Voseckým)
- 2005 Belongings Place. Galerie Caesar, Olomouc (s Adrienou Šimotovou)
- 2005 Emergent View. Kommunale Galerie im Leinwandhaus, Frankfurt nad Mohanem, Německo (s Michalem Pěchoučkem)
- 2006 Mluv s ní. Galerie Jiří Švestka, Praha
- 2007 Mayday. Ateliér Josefa Sudka, Praha
- 2010 Markéta Othová. Jiri Svetska Gallery, Berlín, Německo
- 2011 Markéta Othová. Galerie Jiří Švestka, Praha
- 2011 KW a Markéta Othová. Dům umění města Brna – Dům pánů z Kunštátu (s Igorem Korpaczewskim)
- 2012 Markéta Othová. Galerie Nicolas Krupp, Basilej, Švýcarsko
- 2012 Markéta Othová and Ed Atkins, Bonner Kunstverein, Bonn, Německo (s Edem Atkinsem)
- 2015 1933. Karlin Studios, Praha
- 2016 Napíši vám brzy. Galerie Měsíc ve dne, České Budějovice (s Daliborem Davidem)
- 2017 Markéta Othová, Adéla Svobodová. Drdova Gallery, Praha (s Adélou Svobodovou)
- 2018 1990–2018. Fait Gallery, Brno[8]
- 2019 Svět knihy. Fotograf Gallery, Praha
- 2019 Markéta Othová, Klaus Merkel. Galerie Nicolas Krupp, Basilej, Švýcarsko (s Klausem Merkelem)

## Zastoupení ve sbírkách
- Galerie hlavního města Prahy
- Národní galerie v Praze
- Moravská galerie v Brně[9]
- Martin Z. Margulies Collection, Florida, USA
- Staatliches Museum fur Kunst und Design in Nürnberg
- Nicolas Krupp Collection, Basel
- Victoria and Albert Museum, Londýn